# The Fruit of Grisaia
Le Fruit de la Grisaia (яп. グリザイアの果実 Гуридзайа но кадзицу) — японская игра-визуальный роман в жанре эроге, выпущенная компанией Front Wing. Над дизайном персонажей работали Акио Ватанабэ и Фумио. Игра была выпущена в феврале 2011 года для операционной системы Windows и позже для игровых консолей PlayStation Portable и PlayStation Vita. Позже для Windows были выпущены две игры продолжения: Le Labyrinthe de la Grisaia в феврале 2012 года и Le Eden de la Grisaia в мае 2013 года. По мотивам игры были выпущены две манга-адаптации издательствами Akita Shoten и Mag Garden. Также студией 8-Bit был выпущен одноимённый аниме-сериал, который транслировался в Японии с октября по декабрь 2014 года. Второй сезон аниме по мотивам второй и третьей игр транслировался с апреля по июнь 2015 года.

## Игровой процесс
Игра The Fruit of Grisaia представляет собой романтический визуальный роман, где игрок играет от лица главного героя Юдзи Кадзами. Большая часть игры состоит из диалогов с персонажами, представленными в виде спрайтов. Игра поделена на несколько сюжетных линий, которые появляются в зависимости от действий игрока. Всего в игре есть пять сюжетных ответвлений в зависимости от того, какой девушке главный герой сделает предпочтение. Некоторые действия игрока могут привести к преждевременной концовке игры. Есть возможность заново переигрывать игру, чтобы испробовать альтернативные концовки. На протяжении игры иногда встречаются сцены сексуального характера, изображающие половой акт Юдзи и одной из главных героинь.

## Сюжет
Юдзи Кадзами ещё в детстве потерял родителей и попал в неблагополучную семью. Мальчик быстро познал все прелести взрослой жизни и познал законы преступного мира. Но однажды он захотел немного пожить, как нормальный подросток и через знакомство попал в частную школу. Однако школа оказалась не такой простой, так как в ней всего учатся пять девушек-социопаток, которые не очень то и рады приходу нового одноклассника. Юдзи предстоит растопить эту крепость, поближе узнать каждую из таинственных героинь и, в конце концов, выбрать, кто из этих пяти девушек станет его спутницей жизни.

## Список персонажей
Юдзи Кадзами (яп. 風見 雄二 Кадзами Ю:дзи) — главный герой истории, в преступном мире известен, как 9029. Однажды устав от такой жизни он решает перевестись в нормальную школу. Юдзи прагматичен и прохладен. Действует всегда осторожно и просчитывает всё на два шага вперёд. Выдаёт себя за ученика по обмену из Канады. Может поцеловать любую девушку, при этом даже против её воли и доводить до слёз.
Сэйю: Идзуми Маки (ПК), Такахиро Сакураи (PSP/Аниме)
Юмико Сакаки (яп. 榊 由美子 Сакаки Юмико) — ученица второго года обучения школы Михама, дочь богатого магната «East Beach Railway Express Group». После образования школы, она стала первой её ученицей. Имеет длинные чёрные волосы, кудэрэ. Вредная личность и склонна говорить правду в лицо, за что постоянно вступает в конфликт с остальными. Предпочитает оставаться в одиночестве и даже не предпринимает никаких попыток подружиться с остальными. Всегда носит при себе канцелярский нож, которым может угрожать другим. Увлекается книгами, особенно детективными романами, за что была прозвана книжным червём. Любит нездоровую пищу. Влюблена в Юдзи.
Сэйю: Судзунэ Кусуноки (ПК), Рёко Танака (PSP/Аниме)
Аманэ Суо (яп. 周防 天音 Суо: Аманэ) — ученица третьего года обучения школы Михама. Имеет длинные алые волосы. Любит заботиться об остальных. Также известна как «мама» Макины. По некоторым причинам она пропустила один год в предыдущей школе, поэтому фактически на два года старше Юдзи. Высокая и всё время пытается соблазнить Юдзи. Её семья владеет рестораном, и сама Аманэ умеет отлично готовить. Её мама родом из Киото, и сама Аманэ, когда нервничает, начинает говорить на кансайском диалекте. Увлекается автомобилями и имеет права водителя. Также имеет собственный реконструированный мотоцикл который находится в гараже академии. Влюблена в Юдзи.
Сэйю: Сора Юкими (ПК), Хироко Тагути (PSP/Аниме)
Митиру Мацусима (яп. 松嶋 みちる Мацусима Митиру) — ученица второго года обучения школы Михама, крашеная блондинка, имеет два хвоста. Страдает раздвоением личности и пытается вести себя, как цундэрэ, и постоянно пытается привлечь к себе Юдзи. Энергичная и в то же время глупая, имеет плохие оценки. Носит при себе лимонады. Употребляет в пищу много витамина C, веря, что это повысит её интеллект. Также её постоянно преследуют неудачи. Влюблена в Юдзи.
Сэйю: Урара Хани (ПК), Каори Мицухаси (PSP/Аниме)
Макина Ирису (яп. 入巣 蒔菜 Ирису Макина) — ученица первого года обучения школы Михама. Невинная и беззаботная девушка. Часто говорит странные вещи, из-за чего с ней невозможно общаться больше пяти минут. Партнёр по общению начинает испытывать чувство ужаса. Юдзи и Аманэ воспринимает как папу и маму. Хотя имеет собственную комнату, предпочитает спать вместе с Аманэ. Из-за того, что её родители были часто в командировке, Макина бывала в разных странах и может говорить по-английски. Также ходят слухи, что её родители управляют финансовым преступным миром в Японии. Огромное наследство семьи перешло к младшей сестре Макины — Сарине, так как родители не посчитали нужным делать Макину наследником с её психическим расстройством, но, несмотря на это, ей в наследство досталось 70 миллионов иен.
Сэйю: Томоэ Тамиясу (ПК/PSP/Аниме)
Сати Коминэ (яп. 小嶺 幸 Коминэ Сати) — ученица первого года обучения школы Михама, исполняет роль горничной. Она всегда носит костюм горничной и готова выполнить любую просьбу. Очень вежливая и ответственная. Её навязчивое желание исполнить чью-либо просьбу порой приводит к неприятным последствиям, так как Сати склонна понимать всё в буквальным смысле слова, даже когда другие персонажи лишь шутят. С детства знакома с Юдзи. Влюблена в Юдзи.
Сэйю: Микаса Окамура (ПК), Ай Симидзу (PSP/Аниме)
Тидзуру Татибана (яп. 橘 千鶴 Татибана Тидзуру) — единственная дочь губернатора префектуры и руководитель школы Михама. Благодарна Юдзи за то, что он спас её в прошлом, поэтому она с радостью принимает его в школу Михама. Ей уже за 30 лет, но она всё ещё девственница. Имеет привычку быстро говорить и заикаться, когда лжёт.
Сэйю: Идзуми Маки (ПК), Нацуми Янасэ (PSP/Аниме)
Юриа Харудэра (яп. 春寺 由梨亜 Харудэра Юриа) — гарант и опекун Юдзи и, в то же время, его начальник. Раньше носила имя Джулия Бардера, но после переезда в Японию сменила имя на «Юриа Харудэра». Имеет прозвище JB. Американка, имеет немецкие и итальянские корни. Водит жёлтый «Феррари». Влюблена в Юдзи.
Сэйю: Судзунэ Кусуноки (ПК), Эрика Наруми (PSP/Аниме)
Кадзуки Кадзами (яп. 風見 一姫 Кадзами Кадзуки) — старшая сестра Юдзи. Несмотря на свой небольшой возраст, является гением. Училась в одной школе с Аманэ и входила в состав баскетбольной команды школы. Умерла в результате несчастного случая. Её смерть оставила глубокую рану в душе Юдзи и повлияла на решение изменить его образ жизни. Позже выясняется, что она жива.
Сэйю: Юкари Аояма (ПК), Кэй Мидзусава (PSP)
Асако Кусакабэ (яп. 日下部 麻子 Кусакабэ Асако) — приёмная мать Юдзи, агент 9029 — снайпер. Умерла за полтора года до того, как Юдзи попал в частную школу Михама. Любила Юдзи и была любима им, обучала военному ремеслу, после её смерти обязанности опекуна взяла на себя JB.
Сэйю: Рино Кавасима (ПК), Кэй Мидзусава (PSP)
Митиаки Сакаки (яп. 榊 道昭 Сакаки Митиаки) — отец Юмико, директор компании «East Beach Electric Railway Group», он также основал школу Михама специально для своей дочери.
Сэйю: Кёсукэ Судзуки

## Медиа-издания

### Игра
Игра была выпущена для операционной системы Windows 25 февраля 2011 года. Позже игра была выпущена для PlayStation Portable 21 февраля 2013 года. Из версии для PSP были удалены сцены сексуального характера, но в то же время были добавлены новые сцены с диалогами и обновлена графика. В августе 2013 года для PlayStation Vita вышло обновлении, доступное пользователям Японии. К игре для ПК были выпущены два продолжения: Grisaia no Meikyuu: Le Labyrinthe de la Grisaia (яп. グリザイアの迷宮 -LE LABYRINTHE DE LA GRISAIA-) 24 февраля 2012 года и Grisaia no Rakuen: Le Eden de la Grisaia (яп. グリザイアの楽園 -LE EDEN DE LA GRISAIA-) 24 мая 2013 года. Права на распространение игр с английским переводом приобрела компания Sekai Project, финансирование проекта ведётся через сайт Kickstarter с декабря 2014 года. 7 ноября 2017 года в Японии выходит сборник The Grisaia Trilogy для Nintendo Switch, сборник включает в себя игры The Fruit of Grisia, The Labyrinth of Grisaia (с дополнениями After Story, The Cocoon of Caprice, и Shot Short Scenario), The Eden of Grisaia (с дополнениями The Seed of Blanc Aile и Prologue), а также спин-оффы The Leisure of Grisaia, The Afterglow of Grisaia, и The Melody of Grisaia.

### Манга
Первая манга-адаптация The Fruit of Grisaia: Sanctuary Fellows (яп. グリザイアの果実 サンクチュアリ フェローズ Гурисайа но Кадзицу: Санкутюари Фэро:дзу) была написана Эйдзи Наруми, и иллюстрирована Сю Сиросэ. Манга публиковалась издательством Akita Shoten в журнале Champion Red Ichigo. 36 последняя глава манги была выпущена 5 февраля 2013 года. Первый том манги был выпущен 20 декабря 2013 года, третий том был выпущен 19 сентября 2014 года. Вторая манга-адаптация The Fruit of Grisaia: L'Oiseau bleu (яп. グリザイアの果実 〜L'Oiseau bleu〜) была написана Дзюнъити Фудзисаку и иллюстрирована Такой Химэо. Манга выпускалась издательством Mag Garden в журнале Monthly Comic Blade с мая по сентябрь 2014 года. После закрытия журнального издания, манга продолжала выпускаться в журнале Comic Garden с октября 2014 года. Первый том был выпущен 10 сентября 2014 года.

### Аниме
Аниме-адаптация была выпущена студией 8-Bit, режиссёром выпустил Тэнсё. Сериал начал свою трансляцию в Японии по телеканалу AT-X 5 октября 2014 года. Сценарий к аниме создал Хидэюки Курата, над анимацией работали Акио Ватанабэ. Права на лицензию приобрела американская компания Sentai Filmworks. Сериал завершает одиночная OVA-серия «Лабиринт Грисайи». С марта по декабрь 2015 года по мотивам продолжений к игре вышел второй сезон, однако название изменилось на «Эдем в серых тонах» (Grisaia no Rakuen)..

### Музыка
Игра The Fruit of Grisaia включает в себя шесть тематических музыкальных сопровождений, открытие и 5 концовок. Открытие "Shūmatsu no Fractal" (яп. 終末のフラクタル, «Fractal of the End») исполняет Faylan. Каждая героиня тематически связана с одной концовкой: Концовку для Юмико «Holograph» (яп. ホログラフ) исполняет Eufonius. Тему Аманэ «Home» исполняет Миюки Хасимото, тему Митиру «Skip» исполняет Chata, тему Макины «Mayoi no Mori» (яп. 迷いの森) исполняет Хироми Сато, а тему Сати «Kono Hi no Mama de» (яп. この日のままで) исполняет Нана.
Открытие к аниме «Rakuen no Tsubasa» (яп. 楽園の翼) исполняет Маон Куросаки, а концовку «Anata no Aishita Sekai» (яп. あなたの愛した世界) исполняет Юсино Нандзё. Дополнительное открытие к аниме, использованное во второй серии «Eden’s Song» исполняла Хана, другая песня «Skip» была использована в пятой серии и открытие к последней серии «Sōsei no Tanatosu» (яп. 創世のタナトス) исполняла «Faylan». Также в аниме были использованы некоторые концовки из оригинальной игры, такие, как «Holograph» в шестой серии и «Lost Forest» в девятой серии.

## Популярность
В 2011 году игра получила главный приз Moe Game Award за лучший сценарий, озвучивание, тематические песни и жанр романтики. Судьи похвалили игру за идеальный баланс игры между комедией и серьёзностью. За первую неделю после выхода игры на PlayStation Portable было продано свыше 3700 копий игры, что позволило ей второе место в списке самых продаваемых игр для PSP в Японии. Журнал Famitsu дал игре оценку 30 из 40.